# Horndalseffekten

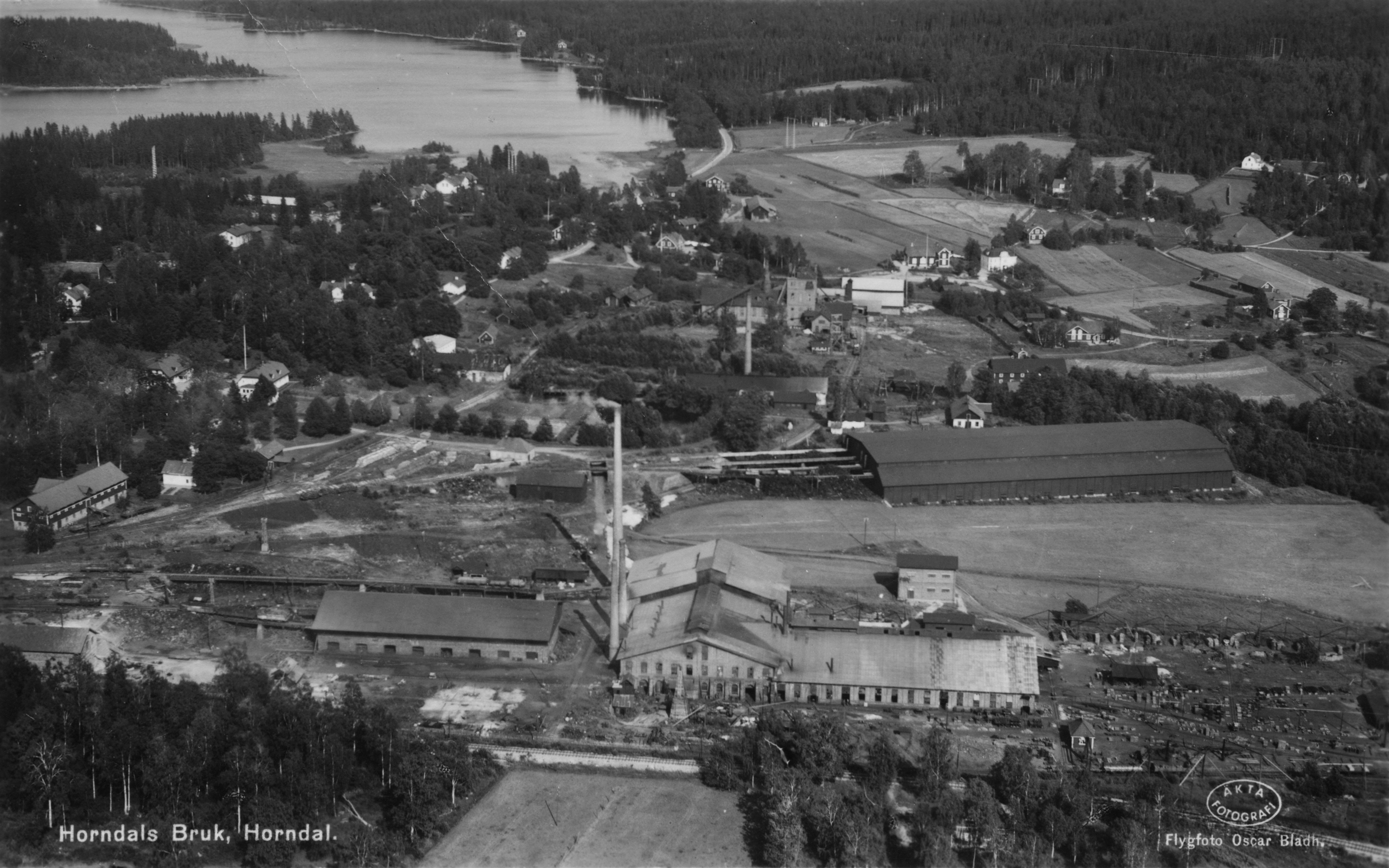
Horndals bruk.

Horndalseffekten är ett annat namn på learning-by-doing, myntat av den svenska nationalekonomen Erik Lundberg (1907-1987).
Lundberg studerade ett järnbruk i Horndal i södra Dalarna vilket inte gjort några nämnvärda investeringar på 15 år, men som ändå höjt produktiviteten med 2 % per år. Produktivitetsförbättringen måste alltså hänföras till att personalen lärde sig att behärska den tillgängliga tekniken allt bättre genom learning-by-doing.